# Benetton-Entscheidungen
Die Benetton-Entscheidungen (auch bekannt unter den Bezeichnungen Benetton I und II oder Schockwerbung oder HIV-Positive I und HIV-Positive II) sind eine Reihe von Entscheidungen des deutschen Bundesverfassungsgerichts, mit denen Werbeverbote zu Gunsten der Presse- und Meinungsfreiheit aufgehoben wurden.
Die Zentrale zur Bekämpfung unlauteren Wettbewerbs e. V. hatte ab Anfang der 1990er Jahre über mehrere Instanzen bis hin zum Bundesgerichtshof wiederholt ein Verbot des Abdrucks von umstrittenen Werbeanzeigen des italienischen Modeunternehmens Benetton in einer deutschen Zeitschrift erwirkt. Das vom Zeitschriften-Verlag angerufene Bundesverfassungsgericht ordnet in den Benetton-Entscheidungen jedes Grundrecht als Konkretisierung der Menschenwürde an und stellt besondere Anforderungen für seine Einschränkung auf, soll sie gerade mit Hinweis auf die Menschenwürde erfolgen dürfen. Gleichwohl entwickelt es seine ständige Rechtsprechung weiter, wonach der Meinungsfreiheit unter demokratischen Aspekten eine besondere Rolle zukommt und dieses Grundrecht daher besonders intensiv zu schützen ist.

## Sachverhalt
Mit Verfassungsbeschwerden wandte sich der Verlag der Zeitschrift stern gegen das gerichtliche Verbot, Werbeanzeigen der Firma Benetton Group abzudrucken und zu verbreiten. Im Einzelnen handelt es sich um ganzseitige Bildmotive
- ölverschmutzter Vogel
- Kinderarbeit
- nacktes menschliches Gesäß mit dem Stempelabdruck „HIV-Positive“

jeweils als großflächige Aufnahmen mit einem bloßen grünen Logo „UNITED COLOURS OF BENETTON“.
Nachdem der Verlag 1994 von der Zentrale zur Bekämpfung unlauteren Wettbewerbs e. V. – welche ihrerseits wiederum seit 1992 gerichtlich gegen die Firma Benetton vorgegangen war – abgemahnt und aufgefordert wurde, eine Veröffentlichung der Benetton-Werbung zu unterlassen, der Stern-Verlag sich jedoch weigerte, erließ das zuständige Zivilgericht im Jahr 1995 auf Antrag der Zentrale ein Verbot aller drei Motive und drohte für den Fall der Zuwiderhandlung ein Ordnungsgeld von 500.000 DM an. Der Verlag focht das Verbot durch eine Sprungrevision an. Diese wies der Bundesgerichtshof (BGH) jedoch zurück und stellte fest: „Wer Gefühle des Mitleids in so intensiver Weise wie in den beanstandeten Anzeigen zu kommerziellen Zwecken ausnutzt, handelt wettbewerbswidrig.“
Die Benetton-Kampagne, die auch von anderen Verlagen und Medien mitgetragen wurde, wurde vor und während des Rechtsstreits auf breiter Basis kontrovers diskutiert.

## Die EntscheidungBenetton I
Das vom Stern-Verlag Gruner + Jahr angerufene Bundesverfassungsgericht hob im Jahr 2000 die Urteile der Zivilgerichte auf, weil sie den Verlag in seiner Pressefreiheit verletzen. Dem liegen folgende Erwägungen zu Grunde:
- Auch die Veröffentlichung einer fremden Meinungsäußerung fällt unter den Schutzbereich der Pressefreiheit. Hieran ändert sich nichts, wenn sie kommerziell oder bei reiner Wirtschaftswerbung geschieht. Hierzu zählen auch vielsagende Bilder.
- Einem Presseorgan darf die Veröffentlichung einer fremden Meinungsäußerung nicht verboten werden, wenn dem Meinungsträger selbst ihre Äußerung und Verbreitung zu gestatten ist.
  - Das Gericht folgt allerdings nicht dem Argument des Verlags, § 1 UWG, auf den der BGH sein Verbot gestützt hat, sei nicht bestimmt genug oder einer Anwendung auf Fälle der vorliegenden Art von vornherein nicht zugänglich.
  - Die in § 1 UWG enthaltene Generalklausel, wonach Wettbewerbshandlungen, die gegen die guten Sitten verstoßen, verboten sind, ist verfassungsrechtlich unbedenklich.
  - Der BGH hat jedoch bei seiner wettbewerbsrechtlichen Bewertung der Anzeigen Bedeutung und Tragweite der Meinungsfreiheit verkannt.
- Eine Einschränkung der Meinungsfreiheit setzt nämlich eine Rechtfertigung durch wichtige Gemeinwohlbelange oder Rechte Dritter voraus. Solche hat der BGH weder festgestellt noch sind sie sonst ersichtlich:
  - Die Benetton-Anzeigen wird als sittenwidrig bewertet, weil mit der Darstellung schweren Leids von Mensch und Tier Gefühle des Mitleids erweckt und dieses Gefühl ohne sachliche Veranlassung zu Wettbewerbszwecken ausgenutzt würden. Ein derartiges Wettbewerbsverhalten dürfte tatsächlich von weiten Teilen der Bevölkerung abgelehnt werden. In der Konfrontation des Betrachters mit unangenehmen oder mitleiderregenden Bildern liegt aber keine derartig intensive Belästigung, dass sie die grundrechtsbeschränkende Wirkung rechtfertigen könnte.
  - Auch aus dem Umstand, dass zwischen den mit suggestiver Kraft wirkenden Bildern und den beworbenen Produkten kein Zusammenhang besteht, kann eine derartige Belästigung nicht abgeleitet werden. Diese Zusammenhanglosigkeit zeichnet einen Großteil der heutigen Imagewerbung aus – wenn auch herkömmlicherweise mit Bildern, die z. B. an libidinöse Wünsche oder Sehnsüchte appellieren. Dass möglicherweise die Verbraucher an derartige „positive“ Bilder eher gewöhnt sind, ist für eine Grundrechtseinschränkung nicht maßgeblich.
  - Auch Gemeinwohlbelange sind nicht betroffen. Werbung, die inhumane Zustände und Umweltverschmutzung anprangert, fördert nicht Verrohungs- oder Abstumpfungstendenzen in unserer Gesellschaft.
- Andererseits greift das Verbot schwerwiegend in die Meinungsfreiheit ein. Dabei kommt es nicht darauf an, ob die Anzeigen der Firma Benetton zur Auseinandersetzung über die von ihnen aufgezeigten Missstände nichts Wesentliches beitragen. Auch das bloße Anprangern eines Missstandes steht unter dem Schutz des Art. 5 Abs. 1 GG.
- Das Motiv „HIV-Positive“ ist vom BGH auch deshalb für wettbewerbswidrig gehalten worden, weil diese Anzeige in grober Weise gegen die Grundsätze der Wahrung der Menschenwürde verstoße, in dem sie Infizierte und Kranke als abgestempelt und damit als aus der menschlichen Gesellschaft ausgegrenzt darstelle. Es steht aber keineswegs fest, dass die Anzeige in diesem Sinne zu verstehen ist. Mindestens genauso naheliegend ist nämlich eine Deutung, wonach mit der Anzeige gerade auf die befürchtete oder stattfindende Ausgrenzung Infizierter anklagend hingewiesen werden sollte. Der BGH hätte sich daher mit den verschiedenen Deutungsmöglichkeiten auseinandersetzen und für die gefundene Lösung Gründe angeben müssen, um Art. 5 Abs. 1 GG gerecht zu werden.

## Die EntscheidungBenetton II
Gemäß dem Tenor von Benetton I wurde die Sache an den BGH zurückverwiesen. Denn das Verfassungsgericht kann als Spezialgericht bei dem außerordentlichen Rechtsbehelf der Verfassungsbeschwerde keine Sachentscheidung treffen, sondern prüft nur die Entscheidungen anderer Organe auf die Verletzung von Verfassungsrecht (→ Heck’sche Formel).

### Erneute Revisionsentscheidung des BGH
Der BGH hatte über das Verbot erneut zu entscheiden und er hat die Veröffentlichung der „HIV-Positive“ Anzeigen 2001 erneut verboten. In dem Verfahren, in dem es um andere Anzeigen „Kinderarbeit“ und „ölverschmutzte Ente“ ging, hat der I. Zivilsenat das Verbot aufgehoben und die Klage gegen den Verlag durch ein sog. Verzichtsurteil abgewiesen, nachdem die o.a. Zentrale auf den ihr vom Landgericht zuerkannten Anspruch verzichtet hat.
Der BGH meint dennoch, die Pressefreiheit des Verlags einschränken zu dürfen und verweist auf die Menschenwürde. Nach seiner Auffassung solle der Öffentlichkeit mit der Anzeige die Stigmatisierung HIV-Infizierter als gesellschaftlicher Missstand vor Augen geführt werden. Diese sozialkritische Meinungsäußerung verfolge zugleich einen eigennützigen Werbezweck, weswegen sie sittenwidrig sei (§ 1 UWG). Ein solcher Zweck verletze automatisch die Menschenwürde. Aufmerksamkeitswerbung, die das Elend der Betroffenen zum eigenen kommerziellen Vorteil als Reizobjekt ausbeute, sei mit Art. 1 Abs. 1 GG unvereinbar.

### Erneute Verfassungsbeschwerde und Entscheidung des Verfassungsgerichts
Das Verfassungsgericht hob auch dieses Verbot im März 2003 nach erneuter Verfassungsbeschwerde des Verlages auf und verwies die Sache an den BGH zurück. Dem Beschluss liegen folgende Erwägungen zu Grunde:
- Auch das zweite Verbot ist als Einschränkung verfassungsrechtlich nicht gerechtfertigt. Der BGH verkennt Bedeutung und Tragweite der Meinungsfreiheit, auf die sich der Verlag im Rahmen seiner Pressefreiheit berufen kann. Einschränkungen des Grundrechts der freien Meinungsäußerung bedürfen einer Rechtfertigung durch besonders gewichtige Gemeinwohlbelange oder schutzwürdige Rechte und Interessen Dritter. Verbote auf Grundlage von § 1 UWG setzen einen hinreichend wichtigen durch diese Norm geschützten Belang voraus. Die Menschenwürde setzt zwar der Meinungsfreiheit auch im Wettbewerbsrecht eine absolute Grenze. Diese ist hier aber nicht verletzt.
- Ausschlaggebend ist der systematische Zusammenhang zwischen Menschenwürde und Grundrechten:
  - Die Menschenwürde gilt absolut und ist mit keinem Einzelgrundrecht abwägungsfähig. Die Grundrechte sind insgesamt Konkretisierungen des Prinzips der Menschenwürde. Deshalb bedarf die Annahme, dass der Gebrauch eines Grundrechts die unantastbare Menschenwürde verletze, stets einer sorgfältigen Begründung, zumal in diesem Fall die sonst notwendige Rechtfertigung des Eingriffs in die Meinungsfreiheit durch einen hinreichend wichtigen wettbewerbsrechtlich geschützten Belang entfällt.
  - Nach diesem Maßstab verletzt die Anzeige nicht die Menschenwürde. Der Werbezweck verwandelt sie nicht in eine Botschaft, die den gebotenen Respekt vermissen ließe, indem sie etwa die Betroffenen verspottet, verhöhnt oder erniedrigt oder das dargestellte Leid verharmlost, befürwortet oder in einen lächerlichen oder makabren Kontext stellt. Allein der Aufmerksamkeitswerbezweck rechtfertigt den schweren Vorwurf einer Menschenwürdeverletzung nicht.
  - Ein Werbeverbot auf Grundlage des § 1 UWG ist – ohne dass es auf eine Gefährdung des Leistungswettbewerbs ankäme – dann durch den Schutz der Menschenwürde gerechtfertigt, wenn die Werbung wegen ihres Inhalts auf die absolute Grenze der Menschenwürde stößt. Wird diese Grenze beachtet, kann nicht allein der Werbekontext dazu führen, dass eine ansonsten zulässige Meinungsäußerung die Menschenwürde verletzt. Eine Anzeige mag in einem solchen Fall als befremdlich empfunden oder für ungehörig gehalten werden, ein Verstoß gegen Art. 1 Abs. 1 GG liegt jedoch nicht vor.

Im Mai 2003 nahm die Zentrale zur Bekämpfung unlauteren Wettbewerbs als Reaktion auf das Urteil des Bundesverfassungsgerichts die Klage zurück. Der mehr als neunjährige Rechtsstreit war damit beendet.